# Chiesa di San Remigio (Firenze)
La chiesa di San Remigio è un luogo di culto cattolico del centro storico di Firenze, ubicato nell'omonima piazzetta che fa parte dei vicoli fra piazza Santa Croce e piazza della Signoria.

## Storia

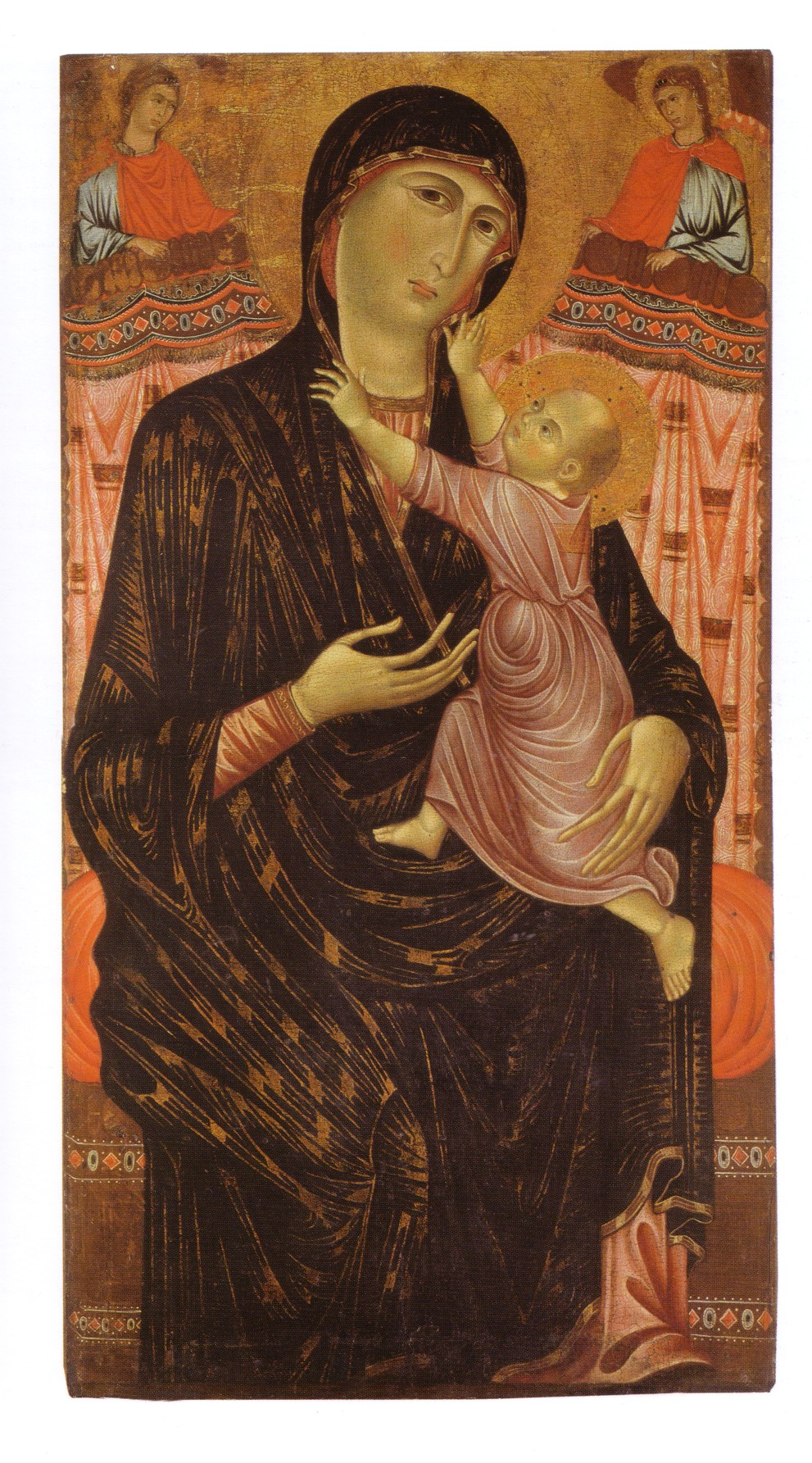
La Maestà di San Remigio

Fuori dalle mura della cerchia antica già dal IX secolo esisteva uno "spedale" dedicato a San Remigio, vescovo di Reims che ospitava i pellegrini francesi in viaggio verso Roma. Una prima chiesa, talvolta storpiata nei documenti con "San Romeo" anche perché i pellegrini che la frequentavano percorrevano la via Romea, fu costruita al posto dell'ospizio ed è ricordata nel 1040, mentre l'edificio attuale in stile gotico risale al rifacimento del 1350. Fra le famiglie che finanziarono la ricostruzione figurano gli Alberti, i Pepi, i Bagnesi e gli Alighieri, i cui stemmi ricorrono incisi sui pilastri ottagonali e sulle pareti.
Altri ampliamenti ed innovazioni furono approntati nei secoli successivi, in particolare nel Seicento furono posti due altari barocchi e nel 1818 fu realizzato l'altare maggiore da Leopoldo Pasqui. Importanti restauri si ebbero negli anni 1954-55, e di nuovo dopo l'alluvione del 1966.

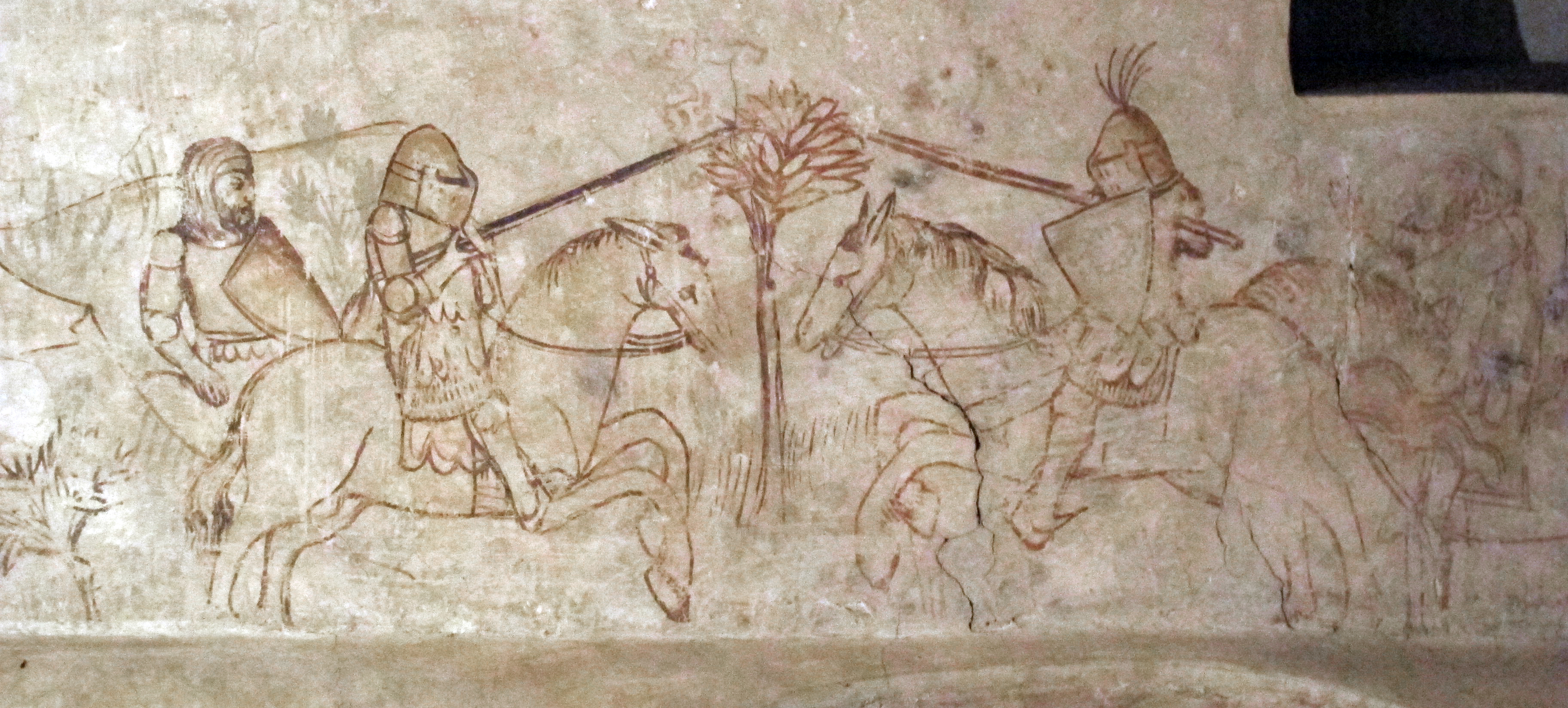
Le sinopie cavalleresche, sotto il campanile

In San Remigio, per tradizione, si svolgevano i funerali degli annegati in Arno. Visse in questa zona e ricevette qui il rito funebre anche Niccolò Tommaseo (m. 1874), onorato da un'orazione dell'anziano Gino Capponi, che in quell'occasione fece la sua ultima apparizione pubblica, prima di morire nel 1876.

## Descrizione

### Esterno
La facciata romanica è in pietra forte ed è a capanna. Al centro, si apre il portale, sormontato da un architrave in pietra e da lunetta con arco a sesto acuto; sulla destra, si apre un secondo portale, più piccolo, con lunetta a tutto sesto. Al di sopra del portale principale, vi è una monofora; i due spioventi della facciata sono decorati da archetti ciechi pensili, i quali continuano anche lungo il fianco sinistro.

### Interno

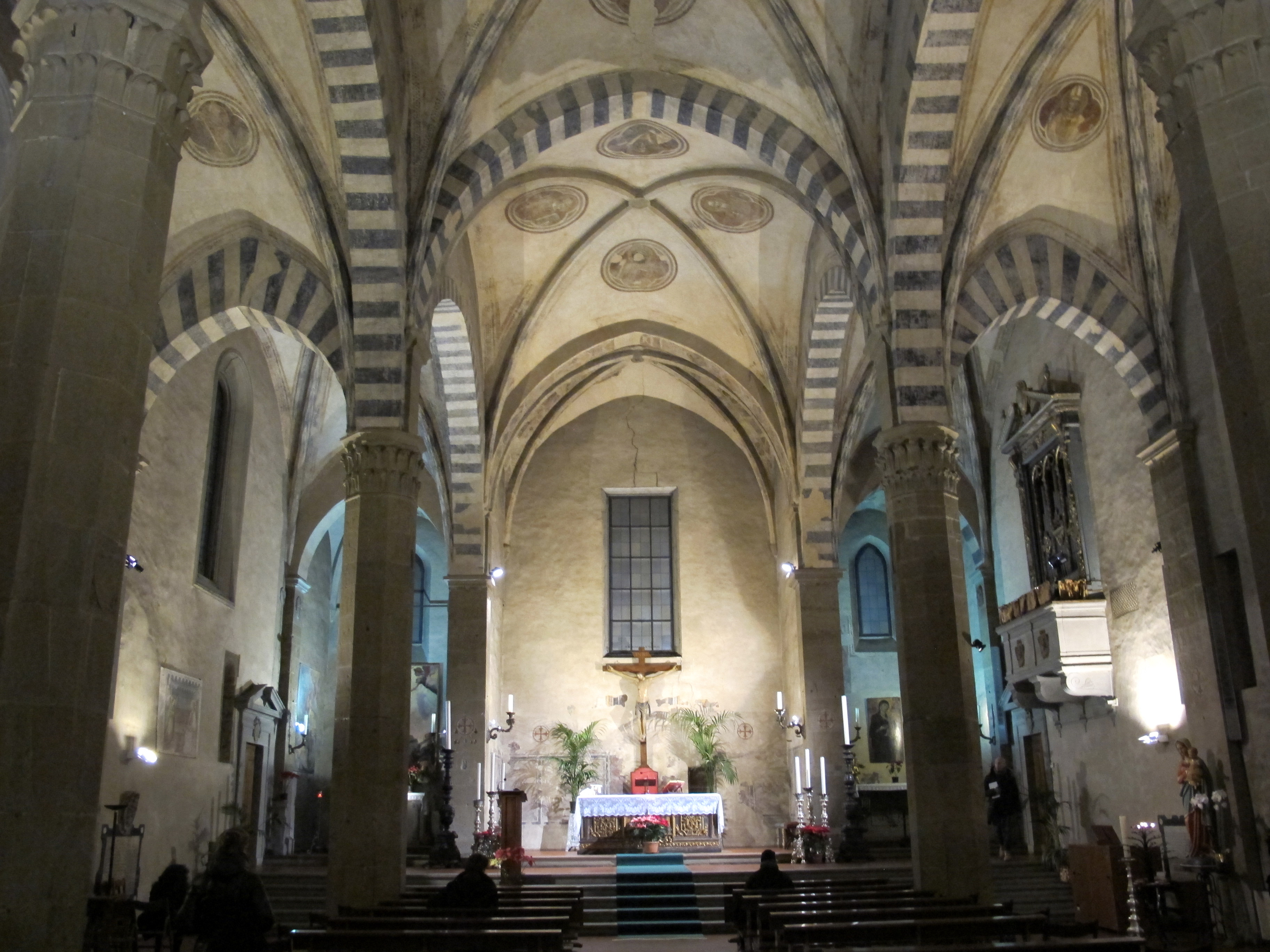
L'interno

L'interno della chiesa è tre navate, con quella centrale poco più alta rispetto alle laterali; esse sono coperte con volta a crociera affrescata con figure di Santi (XIV secolo) e separate da pilastri ottagonali con capitelli scolpiti. I restauri dopo l'alluvione portarono a riscoprire il piano di calpestio originale e la base dei pilastri.  Ciascuna delle tre navate termina con una cappella quadrangolare.
A destra del portale, vi è una scultura in bronzo di Daphné Du Barry raffigurante il Battesimo di san Clodoveo, della fine del XX secolo. Lungo la navata di destra, si trovano due altari laterali: il primo ospita San Remigio battezza Re Clodoveo, pala di Giuseppe Bezzuoli (1821, proveniente dall'altare maggiore), il secondo, invece, i resti di un affresco con San Sigismondo, seconda metà del XIV secolo. Lungo la navata di sinistra, poi, vi sono alcuni affreschi del XVI secolo raffiguranti San Cristoforo, una pala col Martirio di san Sebastiano, del pèittore Francesco Morosini detto il Montepulciano, e una con la Visitazione di scuola fiorentina della prima metà del XVII secolo.

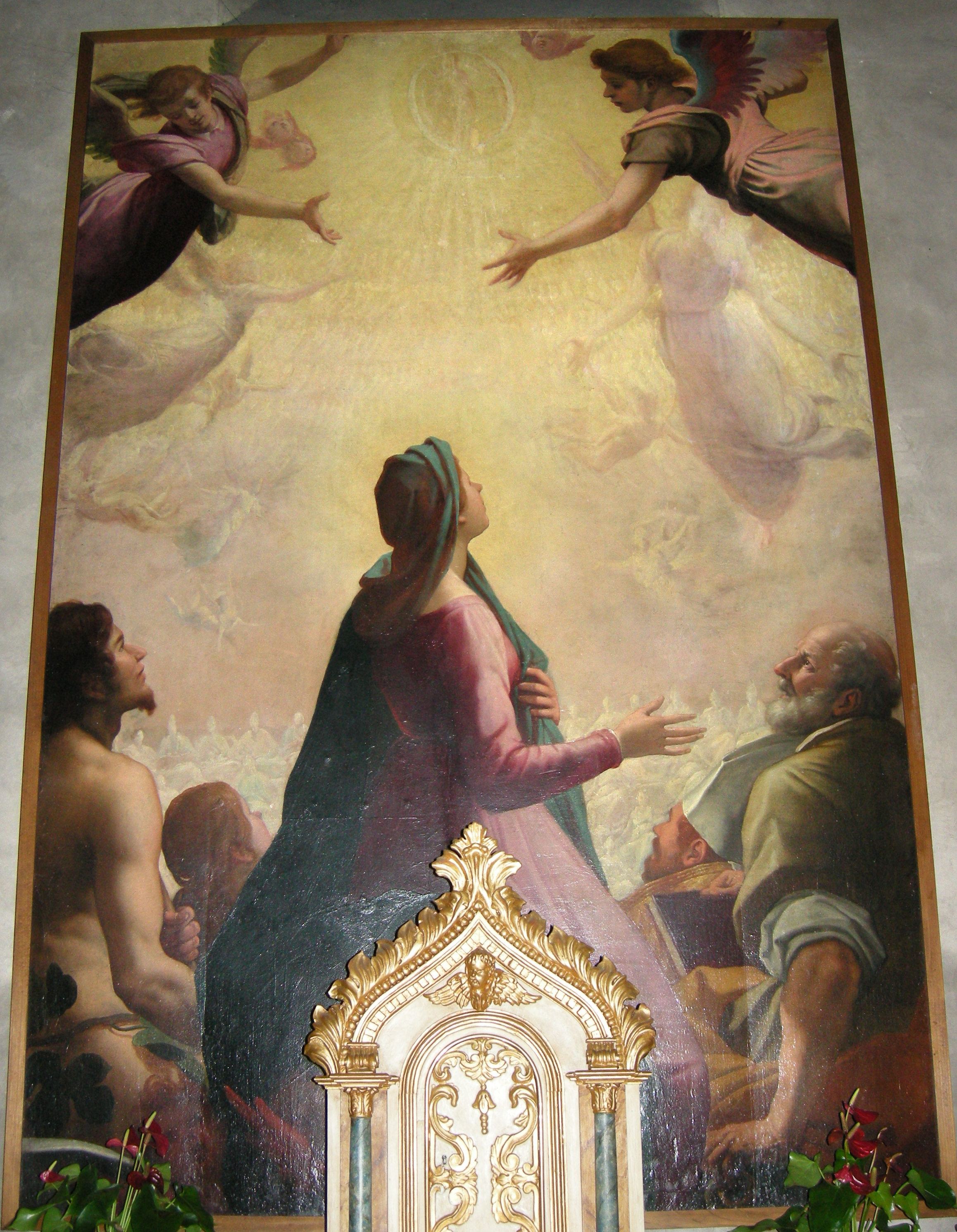
La Vergine Assunta ispirata ai versi danteschi dell'Empoli

Nella cella campanaria, invece, si trovano alcune graziose sinopie di affreschi tardo-gotici perduti, raffiguranti Scene di Caccia e Eremiti nel deserto (XV secolo), riscoperti solo nel 1954. Qui si ha anche una pietra della cattedrale di Reims, caduta dopo un bombardamento durante la prima guerra mondiale e donata alla chiesa fiorentina nel 1954 in occasione di un gemellaggio con la città francese.
Nella cappella terminale della navata di destra, vi è un dipinto della fine del XIII secolo raffigurante Madonna con il Bambino, attribuito al Maestro di San Remigio, o secondo altre ipotesi a Gaddo Gaddi; negli armadi a muro sono state fatte delle vetrine con reliquiari sei/settecenteschi. Nella cappella in fondo alla navata di sinistra invece, sopra l'altare, si trova l'Immacolata Concezione di Jacomo Chimenti detto l'Empoli (1591); questa cappella fu patronata anticamente dagli Alighieri, poi dai Gaddi che commissionarono il dipinto chiedendo al pittore di illustrare i versi della Divina Commedia dedicati alla Vergine, in omaggio alla memoria di Dante.
La cappella centrale è interamente occupata dal presbiterio, rialzato di alcuni gradini rispetto al resto della chiesa; era illuminata da una bifora che venne accecata nell'Ottocento per inserire il grande dipinto del Giuseppe Bezzuoli, poi spostato; in essa si trovano l'altare maggiore e un Crocifisso ligneo del XVI secolo, illuminati da una finestrella quadrata di ripristino.

### Organo a canne

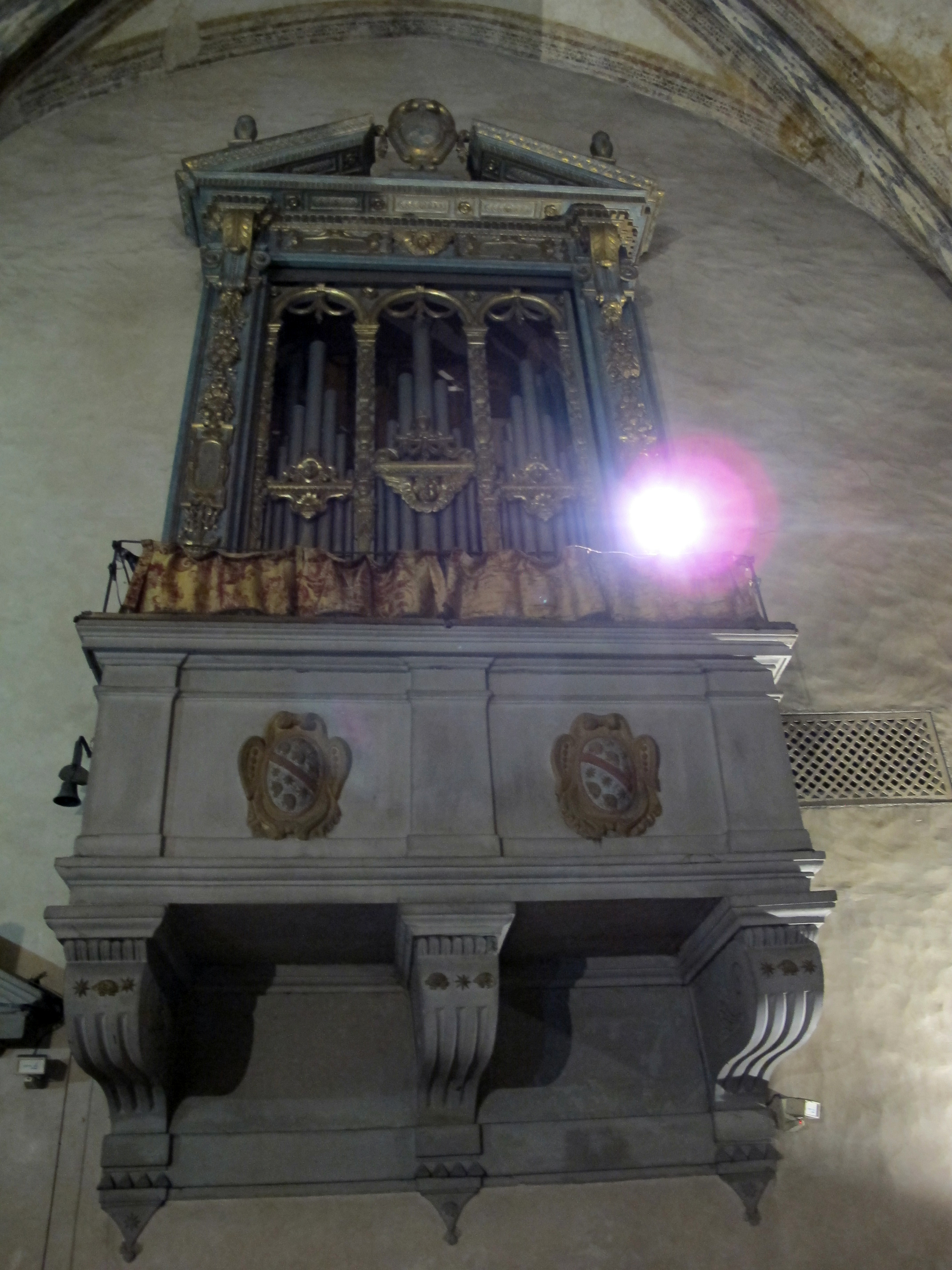
L'organo

Sulla cantoria situata lungo la navata laterale di destra sopra l'ingresso della sacrestia, si trova l'organo a canne. Lo strumento venne costruito nel 1584 da Giovanni Pietro Contini ed ampliato nella seconda metà del XVIII secolo dagli organari pistoiesi Filippo e Antonio Tronci e nuovamente nel 1843 da Antonio Ducci che ampliò il somiere Tronci, realizzò la Basseria ed installò alcuni registri nuovi. Nel 2001 l'organo è stato oggetto di un restauro da parte di Riccardo Lorenzini.
Lo strumento, a trasmissione meccanica dispone di 12 registri, dei quali alcuni divisi in Bassi e Soprani; essi sono azionati da pomelli disposti in due colonne verticali alla sinistra del manuale. La consolle, a finestra, ha un'unica tastiera e pedaliera a leggio.

### Chiostro e canonica
Accanto alla chiesa sorge un piccolo chiostro, con un lato porticato. Qui si trova una statua in bronzo raffigurante San Pio da Pietrelcina, realizzata nel 1998 per don Giancarlo Setti.
Da qui si accede a un vano al piano superiore decorato da un'Ultima Cena, un'Annunciazione e altre scene a terra verde, databili alla prima metà del Quattrocento. Qui si trovano inoltre due portali con iscrizioni e stemma di Francesco Falconcini, che fece restaurare questi ambienti nel Cinquecento (coprendo probabilmente le pitture, riscoperte solo nel Novecento). Lo stesso Falconcini restaurò le case possedute dalla chiesa nei dintorni, come fece ricordare su una lapide posta dentro una volta in via de' Neri 40 rosso.

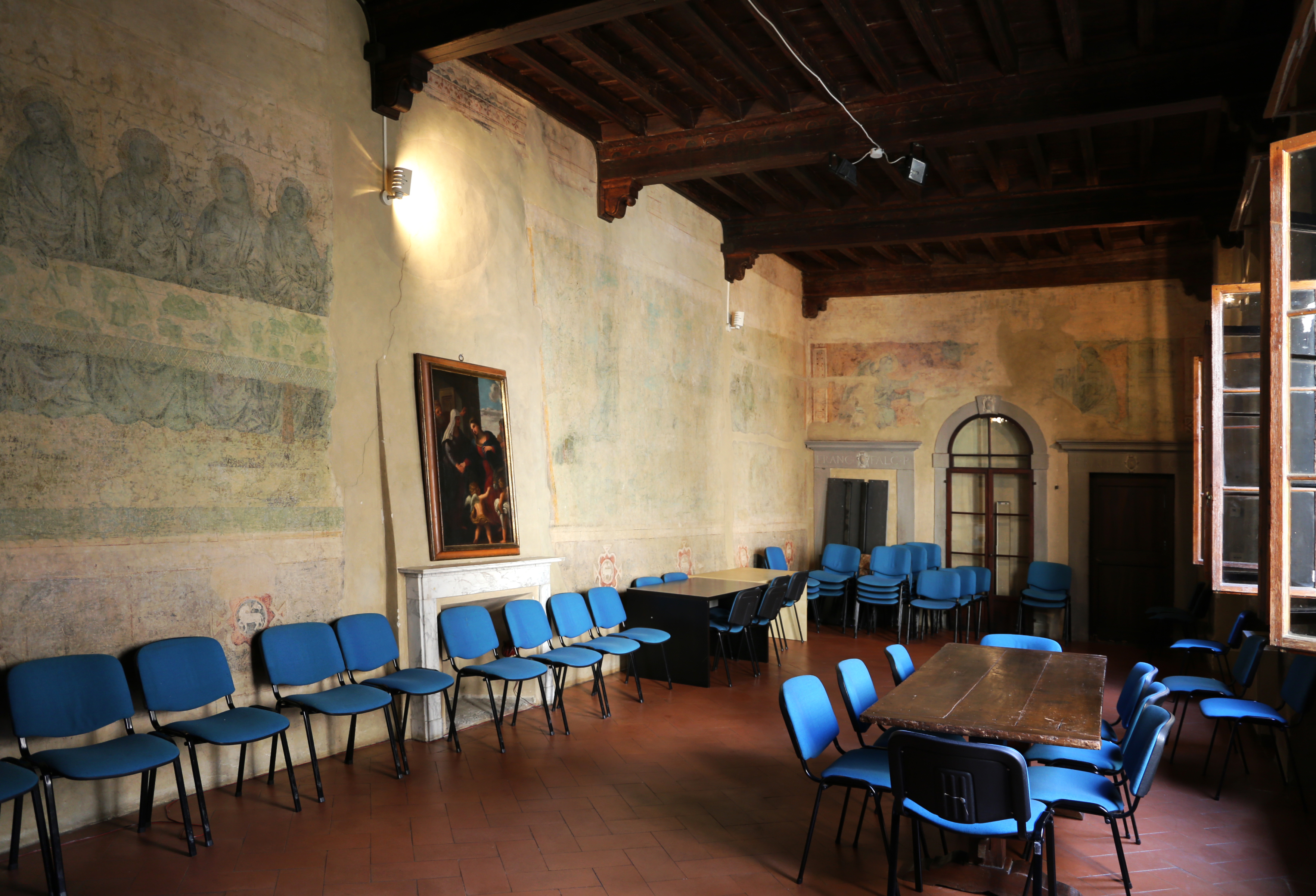
Il vano affrescato nella canonica
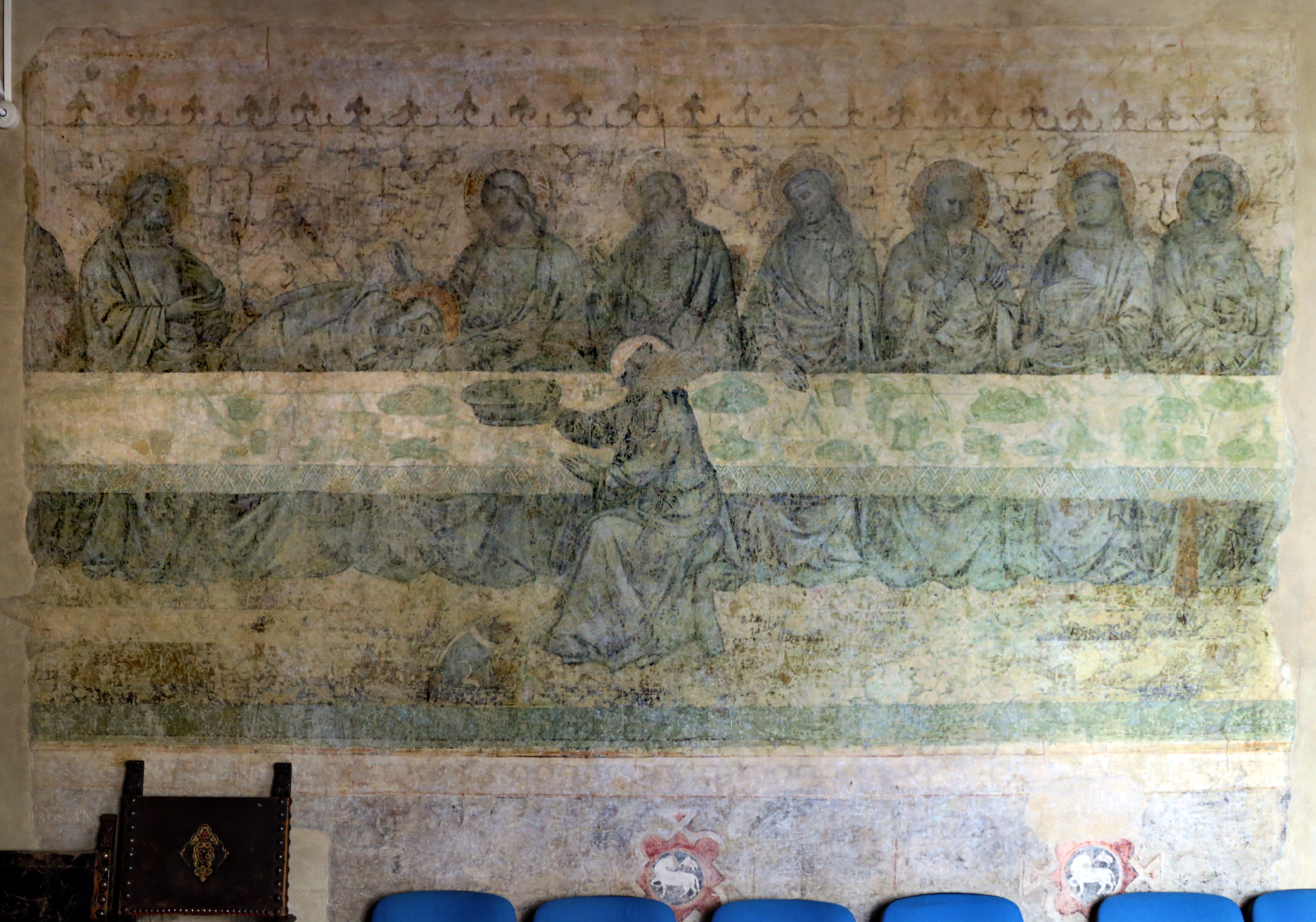
L'Ultima Cena
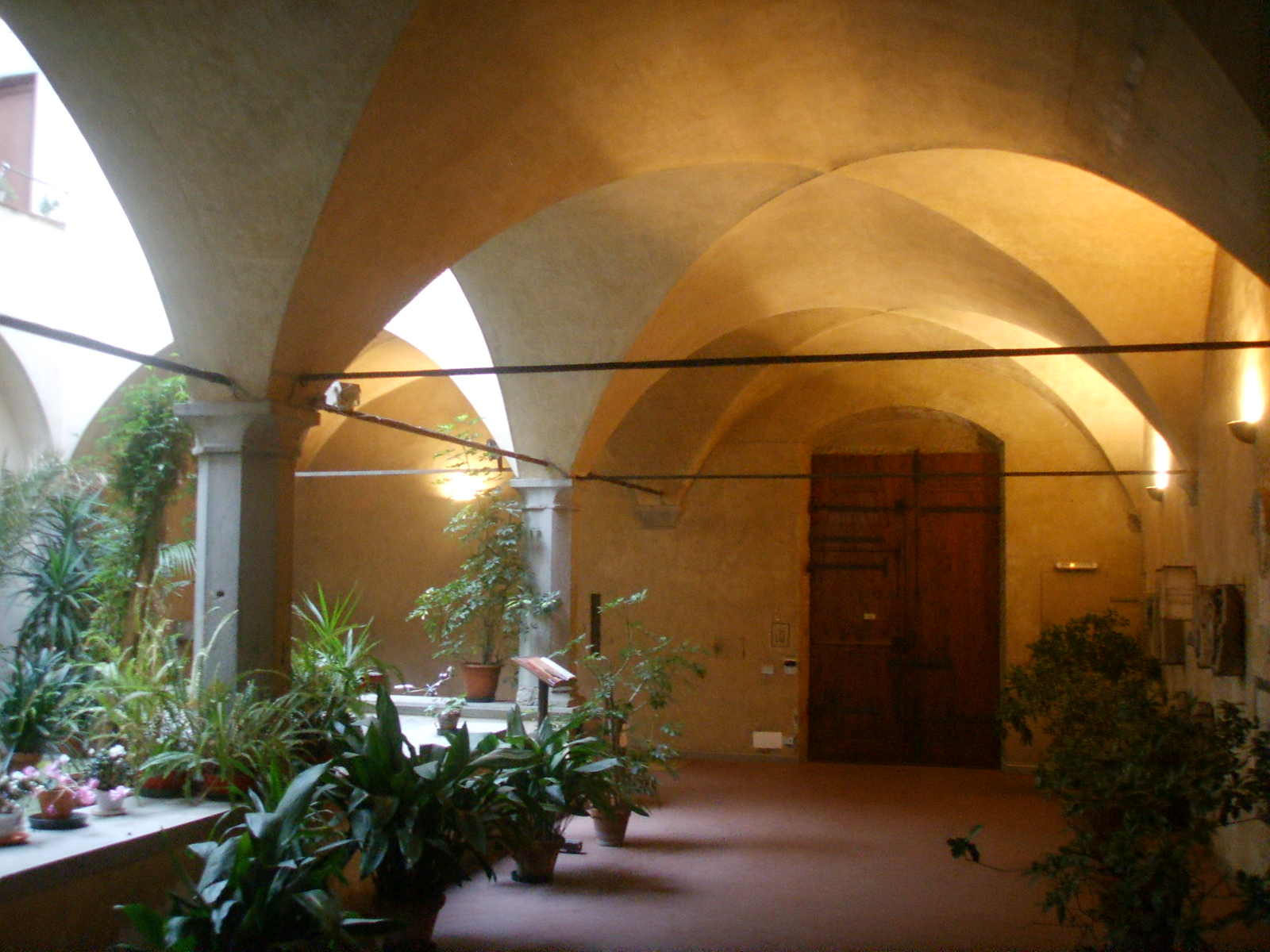
Il chiostro
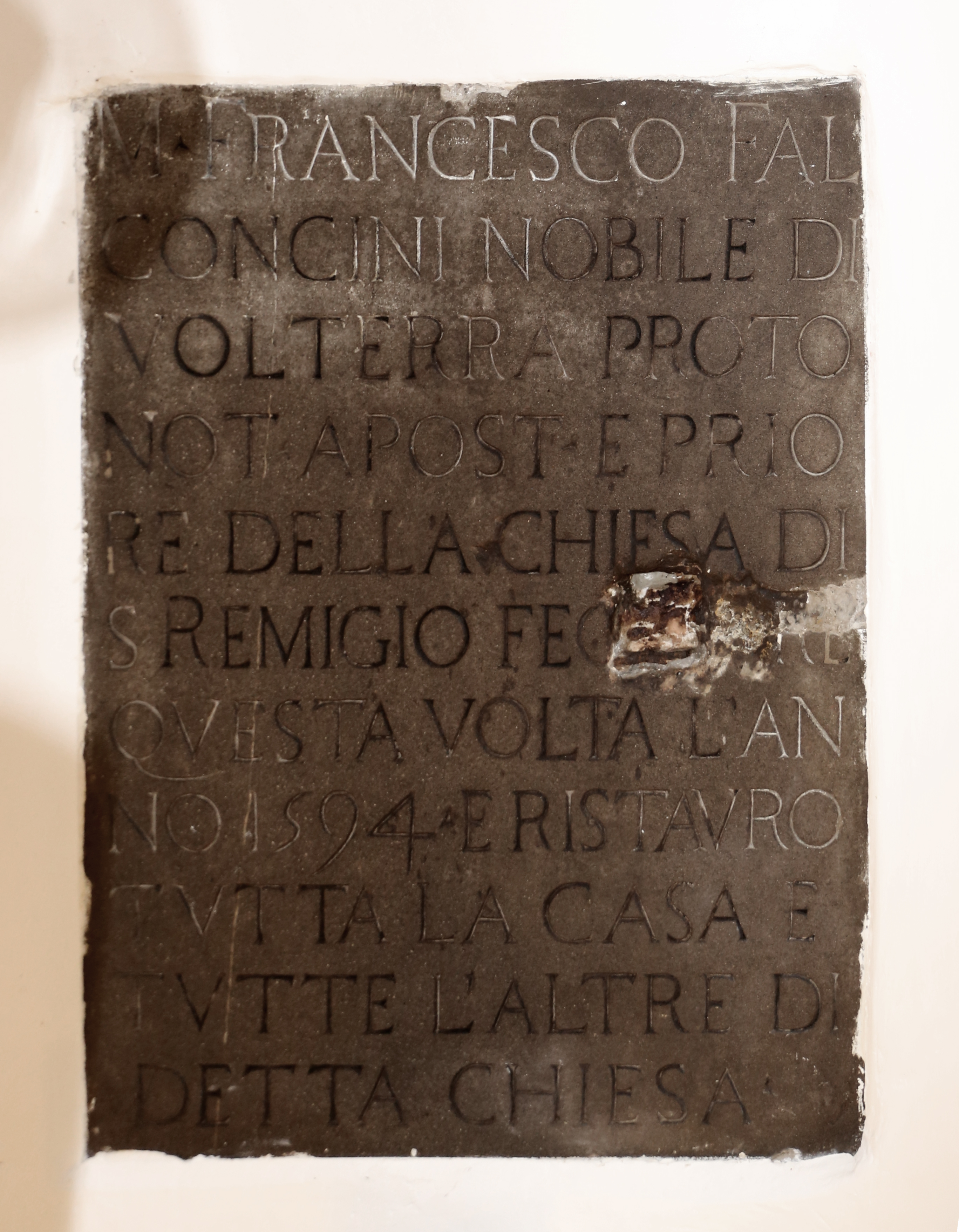
la lapide di Francesco Francolini, in via de' Neri 40 rosso

## Opere già in San Remigio
- Giottino, Pietà,  già sull'altare della chiesa, oggi agli Uffizi.

## Piazza, via e vicolo di San Remigio
La via si apre su una piazzetta, che era stata creata grazie alla generosità di Gherardo Alighieri, donatore nel 1303 di una casa da abbattere per dare maggior luce e agio alla chiesa. Oggi non presenta altre architettura di rilievo, a parte due portalini di fondaci in pietra - uno con stemma - dove venivano rimesse e riparate le carrozze, anche grazie alla vicinanza con il mercato di piazza Mentana e il palazzo della Signoria, mete assai frequentate dai chi proveniva dal contado.
Vi si aprono un vicolo cieco, detto di San Remigio (che un tempo arrivava fino a via dei Leoni), via Vinegia, via dei Magalotti e una via che porta a via de' Neri: questa strada si è chiamata "di San Remigio" fino al 2012, quando è stata ridedicata a don Giancarlo Setti, parroco di San Remigio scomparso nel 2002. Egli fu responsabile nazionale dei Gruppi di Preghiera di Padre Pio, infatti fece collocare nella piazza, in una finestra al piano terra adattata a nicchia su un palazzo moderno, un busto del santo di Pietrelcina.
In via Setti si trova un'importante memoria delle alluvioni di Firenze. Su una lapide vicino all'angolo con via de' Neri  si vede una mano che indica il livello raggiunto dai flutti nel 1333 e l'iscrizione in rima baciata:
| M CCC XXXIII DI QUATRO DINOVEMBRE GIUOVEDI LA NOCTE POI VEGNENDOL VENERDI FU ALTA LACQUA DARNO ĪFINO AQUI _ |

Sopra di essa si trova, ben più alta di circa trenta centimetri, la lapide che segna il livello delle acque nell'alluvione del 1966. Curiosamente si tratta della stessa data, il 4 novembre. Sul lato opposto si vede una lapide illeggibile: sembra la pietra serena delle targhe dei Signori Otto, come ve ne sono altre ormai illeggibili altrove, ma in questo caso non se ne conosce la trascrizione, anche se non è difficile immaginare che proibisse i giochi e i rumori a braccia 100 dalla chiesa.
Al n.1 si trova un lapidino dei possedimenti della Compagnia del Sacramento di San Remigio, con due gigli incrociati, datato 1612 e purtroppo penalizzato dalla verniciatura. Sul lato opposto della strada, presso la canonica, un portalino reca l'iscrizione "Societas S. Remigi": era l'accesso alla sede della Compagnia. Sul lato opposto al n. 2 un altro portale mostra un pietrino semicancellato della chiesa di San Remigio.

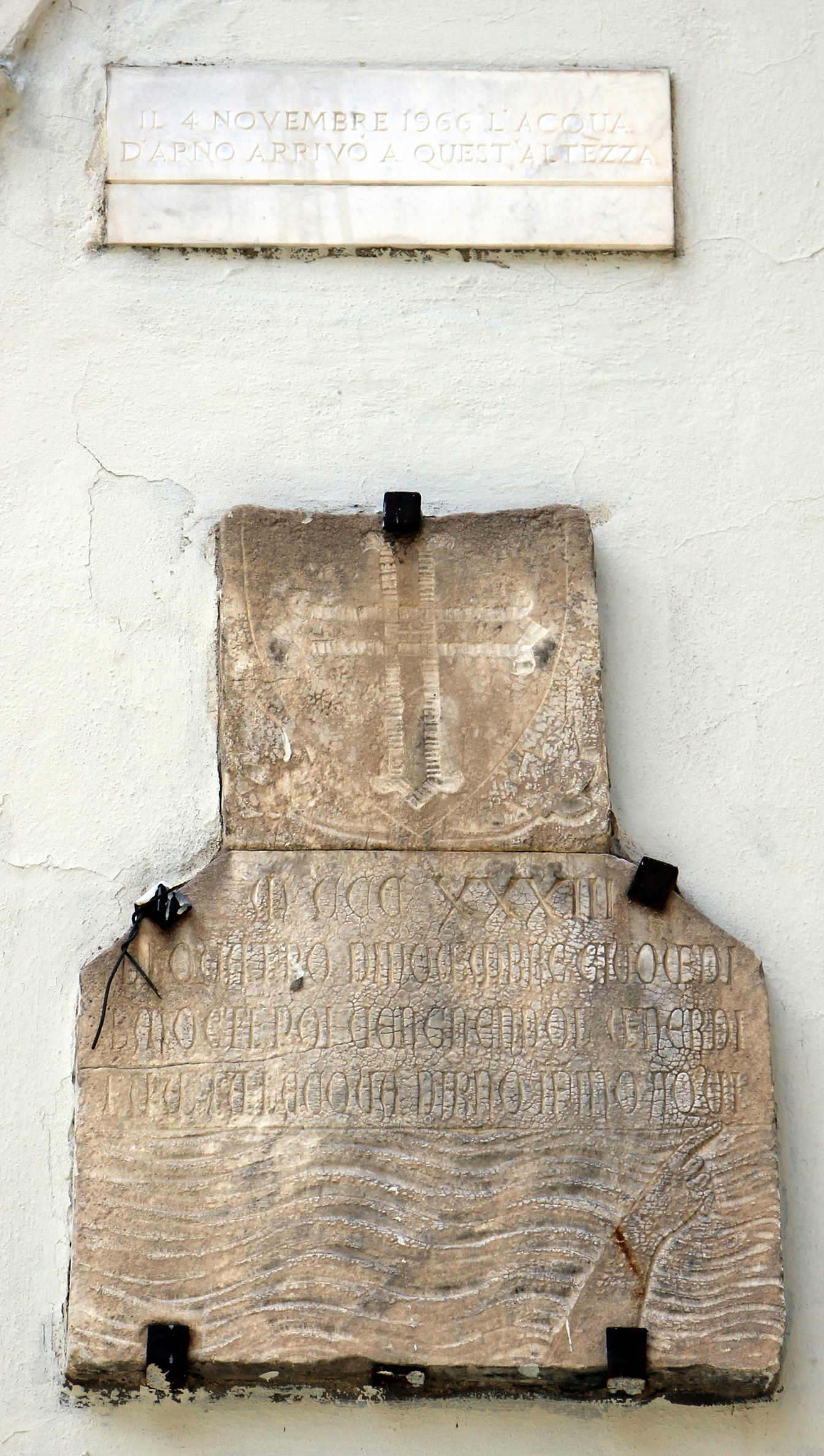
Le lapidi delle alluvioni del 1333 e 1966
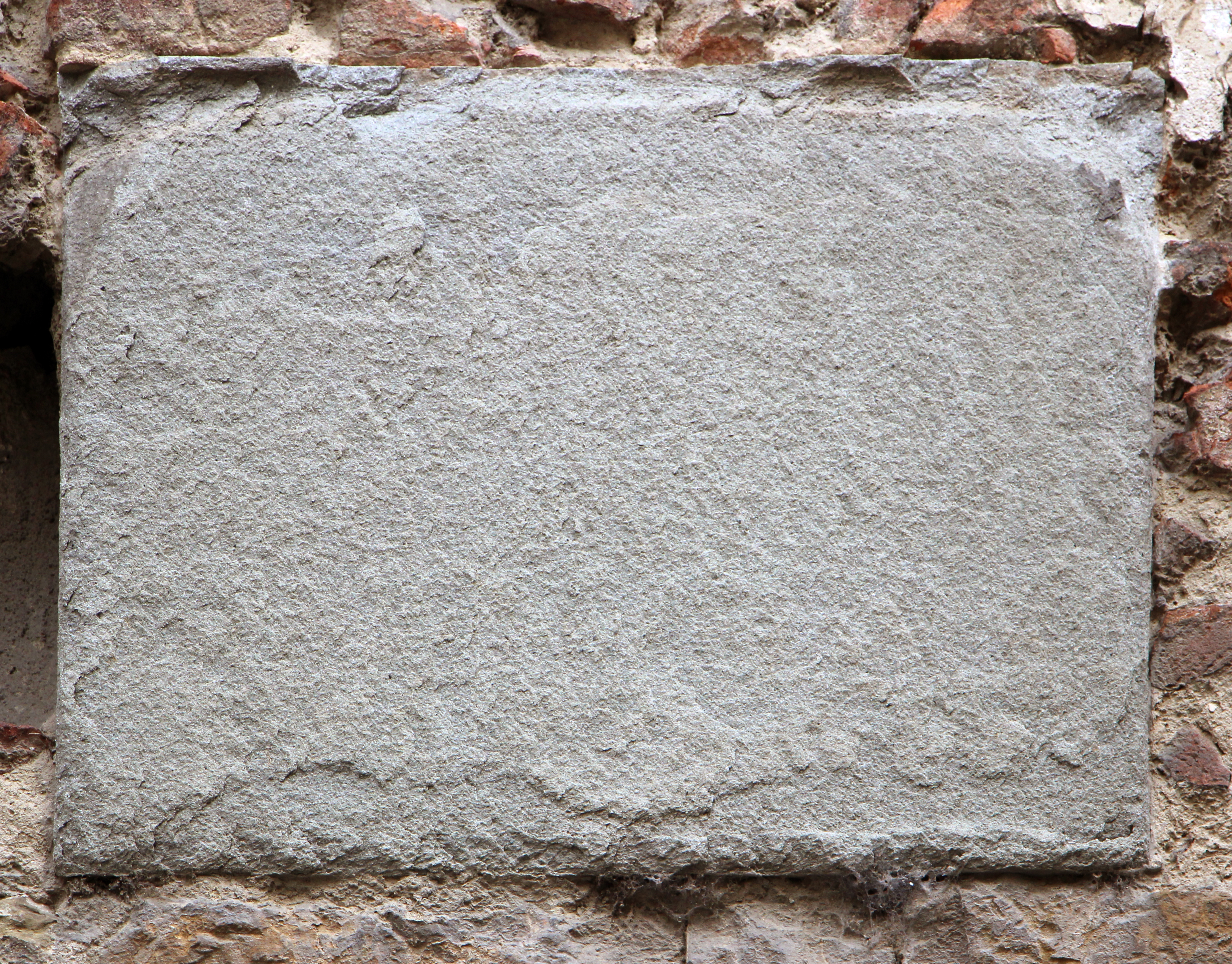
Possibile lapide dei Signori Otto abrasa
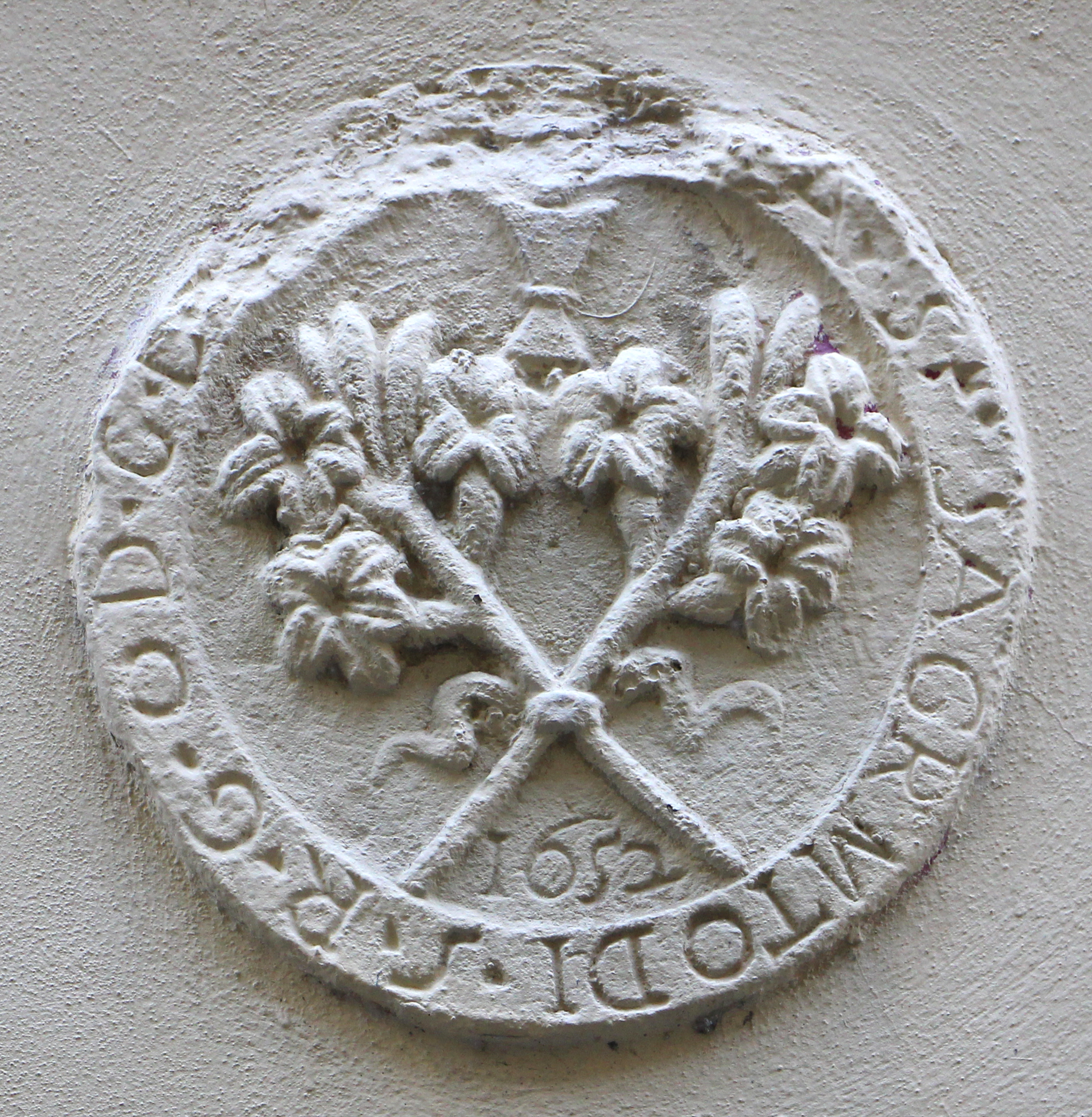
Il pietrino della Compagnia del Sacramento di San Remigio datato 1612
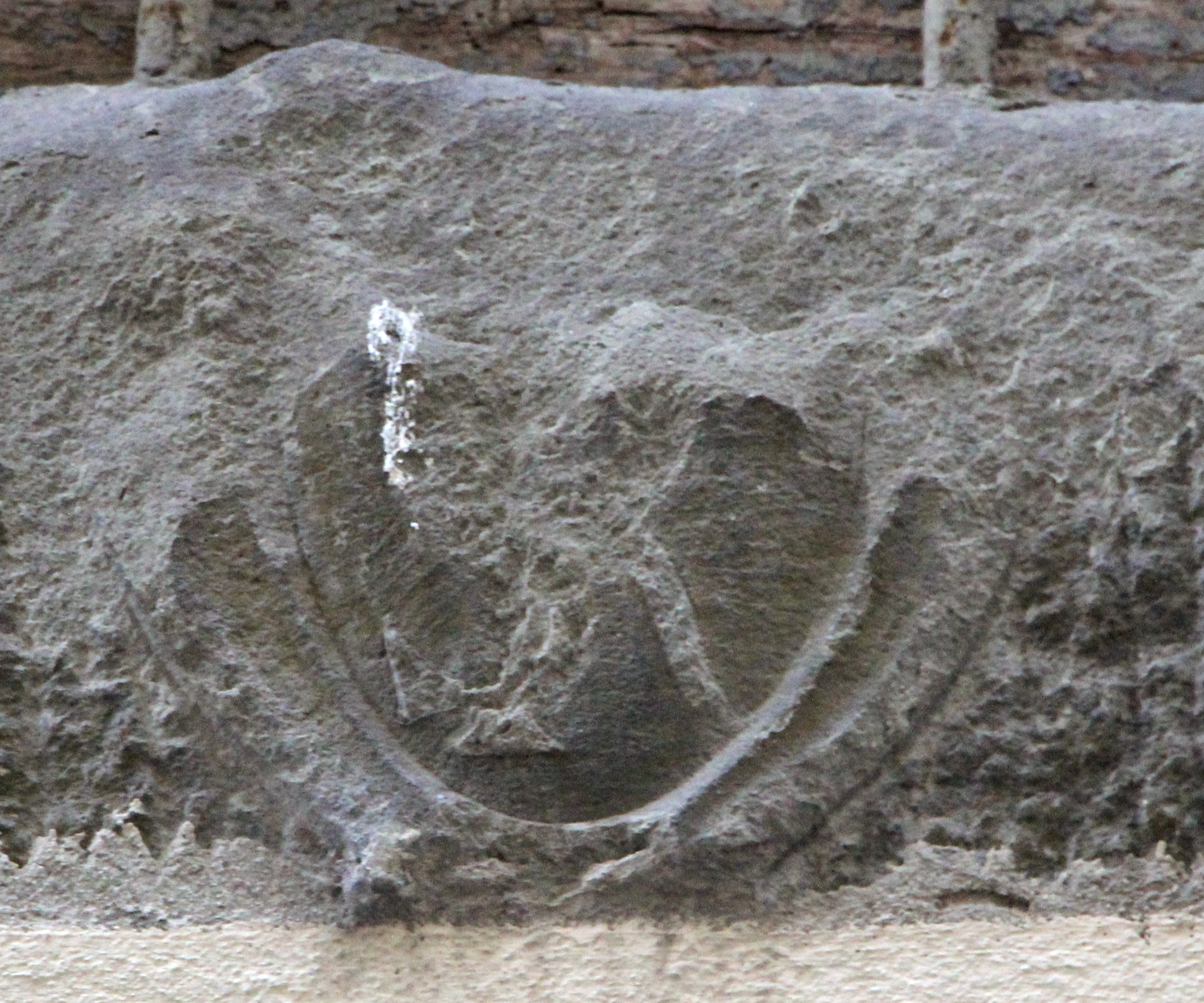
Il pietrino di San Remigio
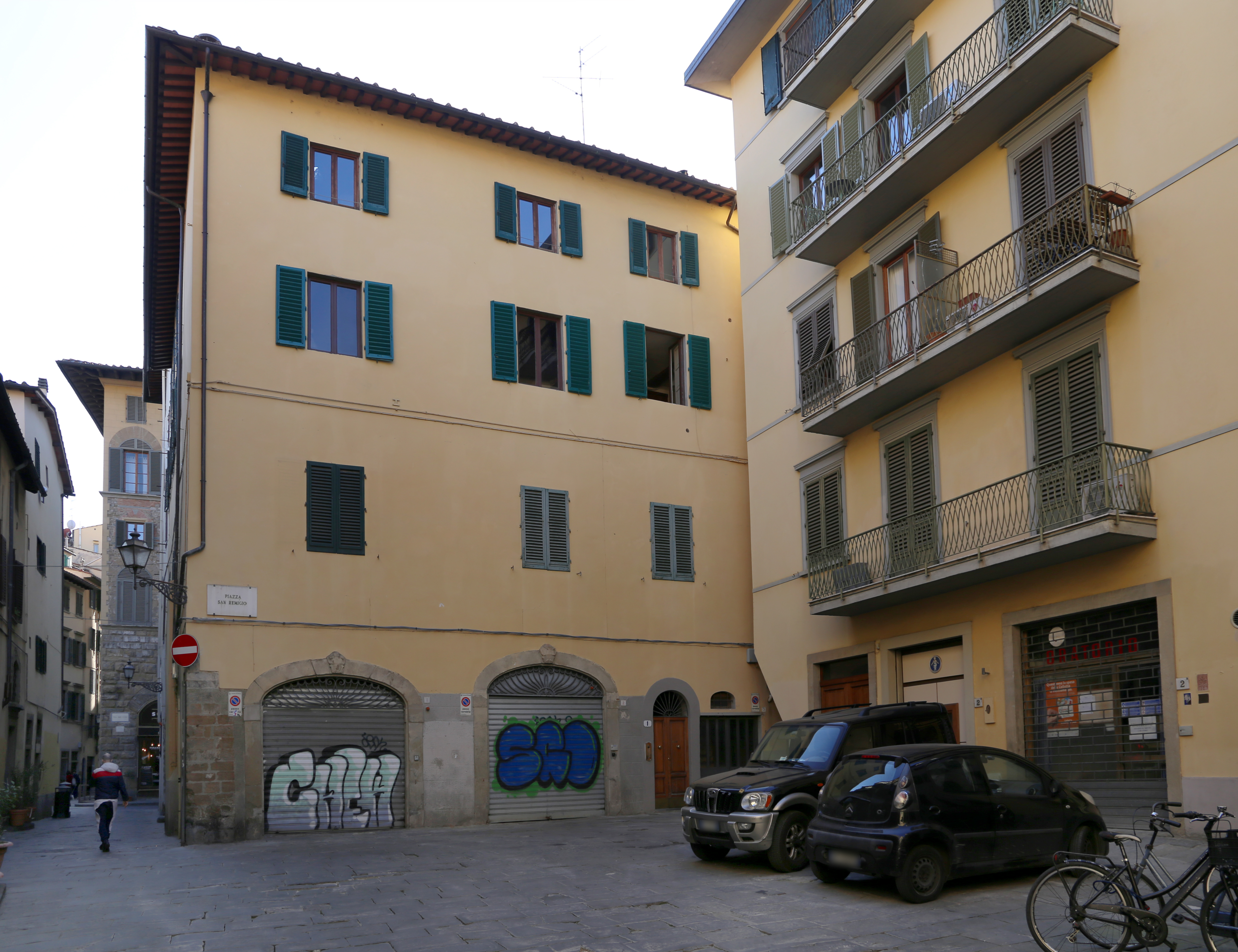
Piazza San Remigio
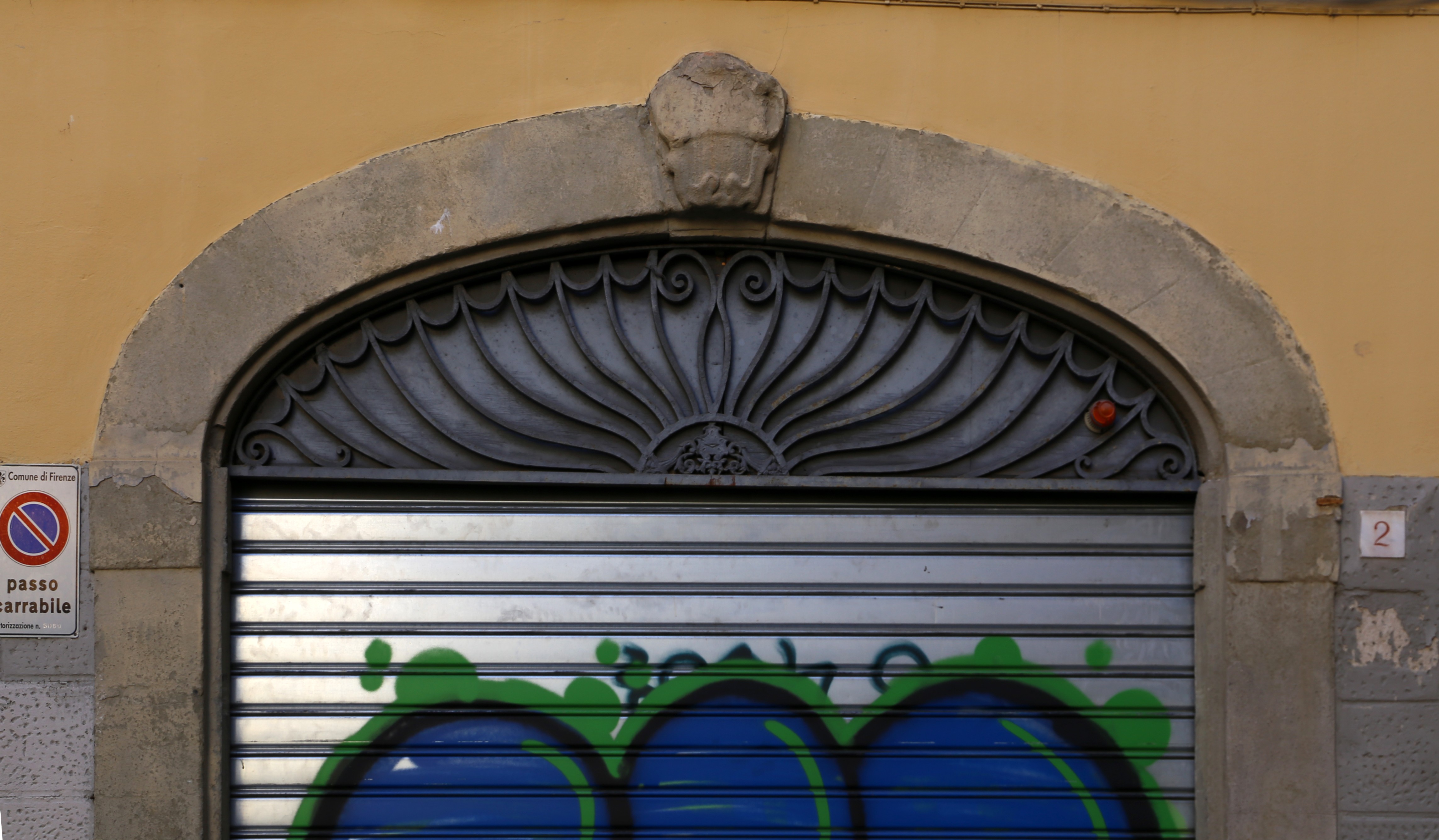
Fondaco con portale moderno e stemma
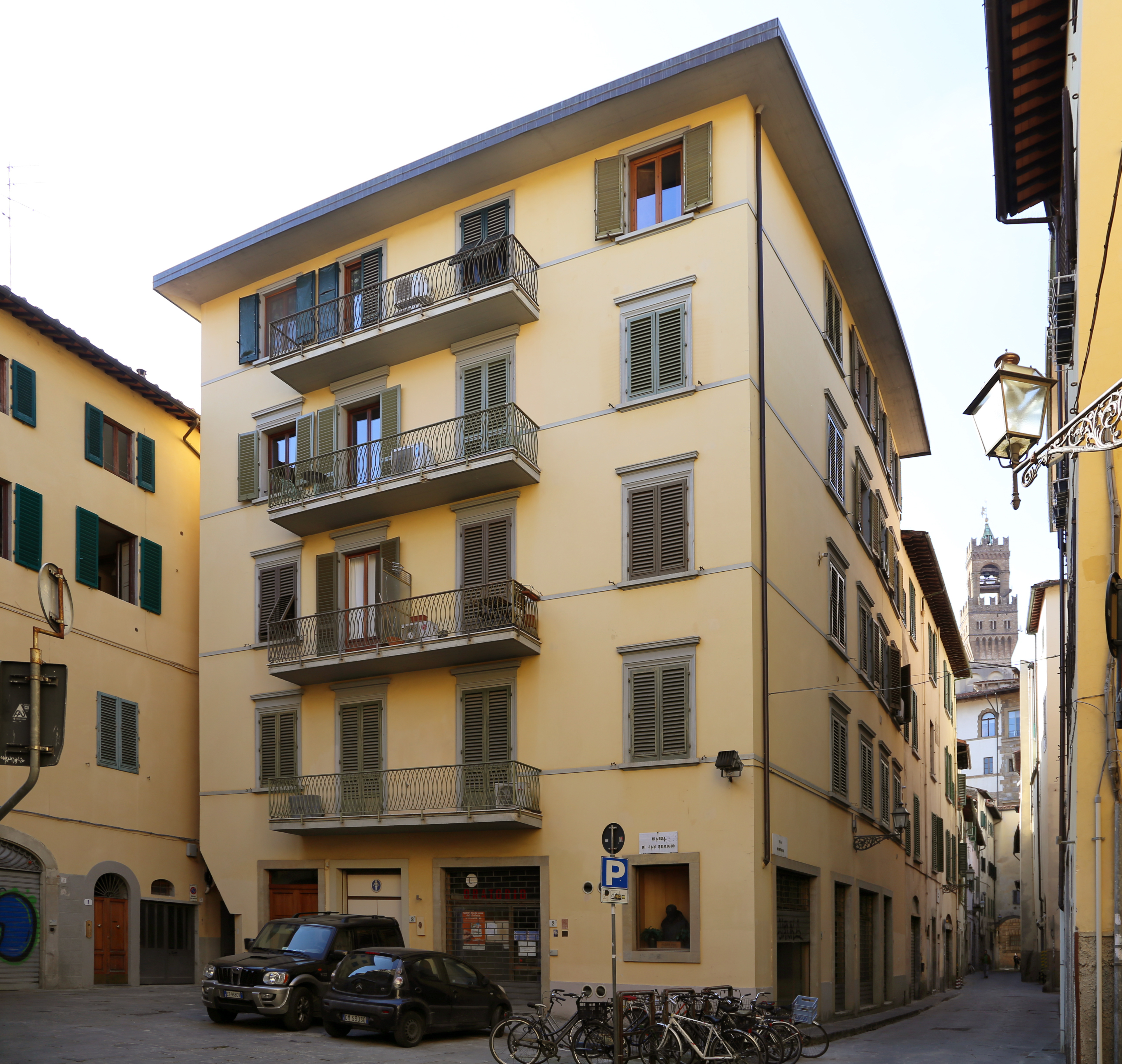
Il palazzo moderno
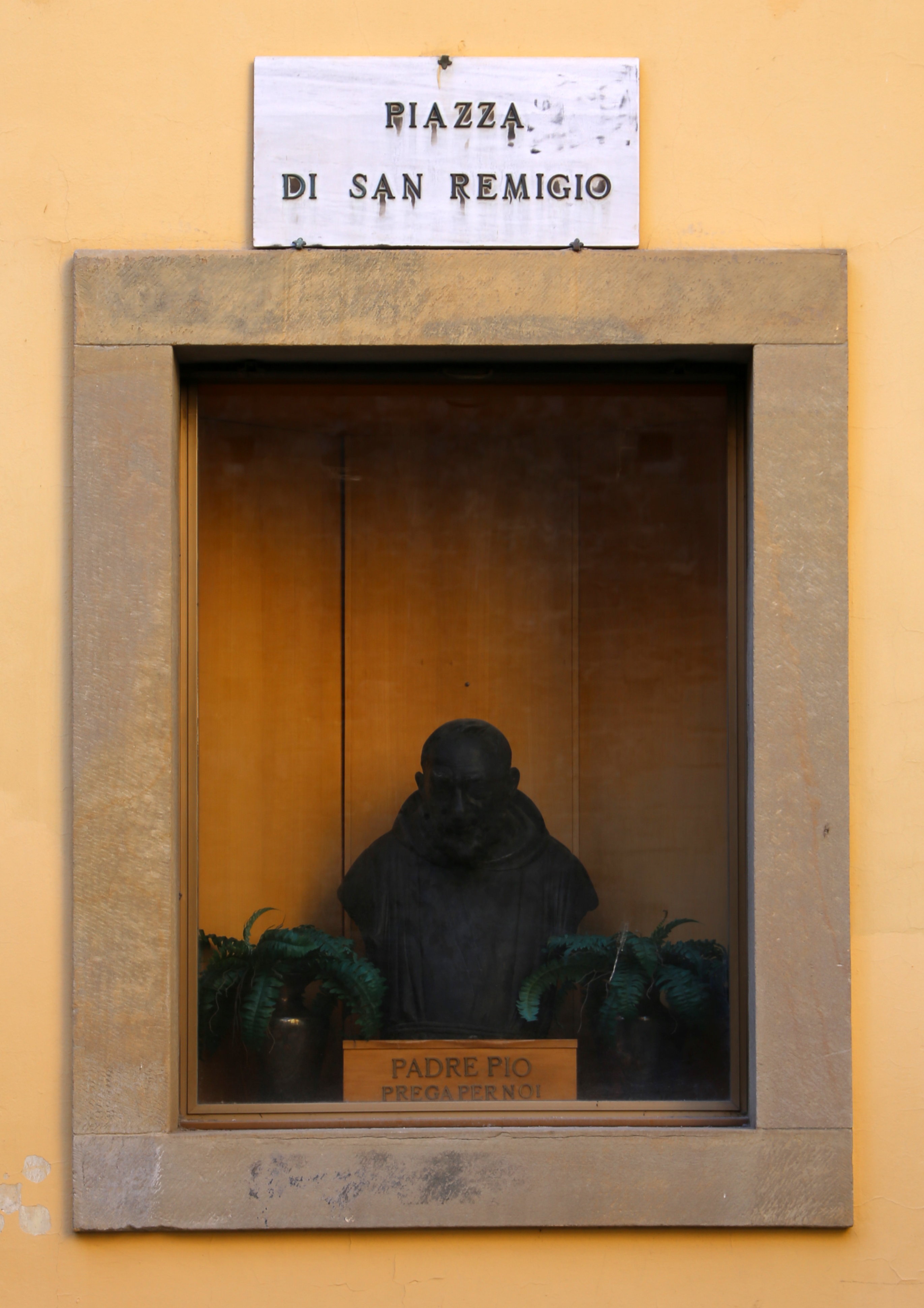
Il tabernacolo a Padre Pio
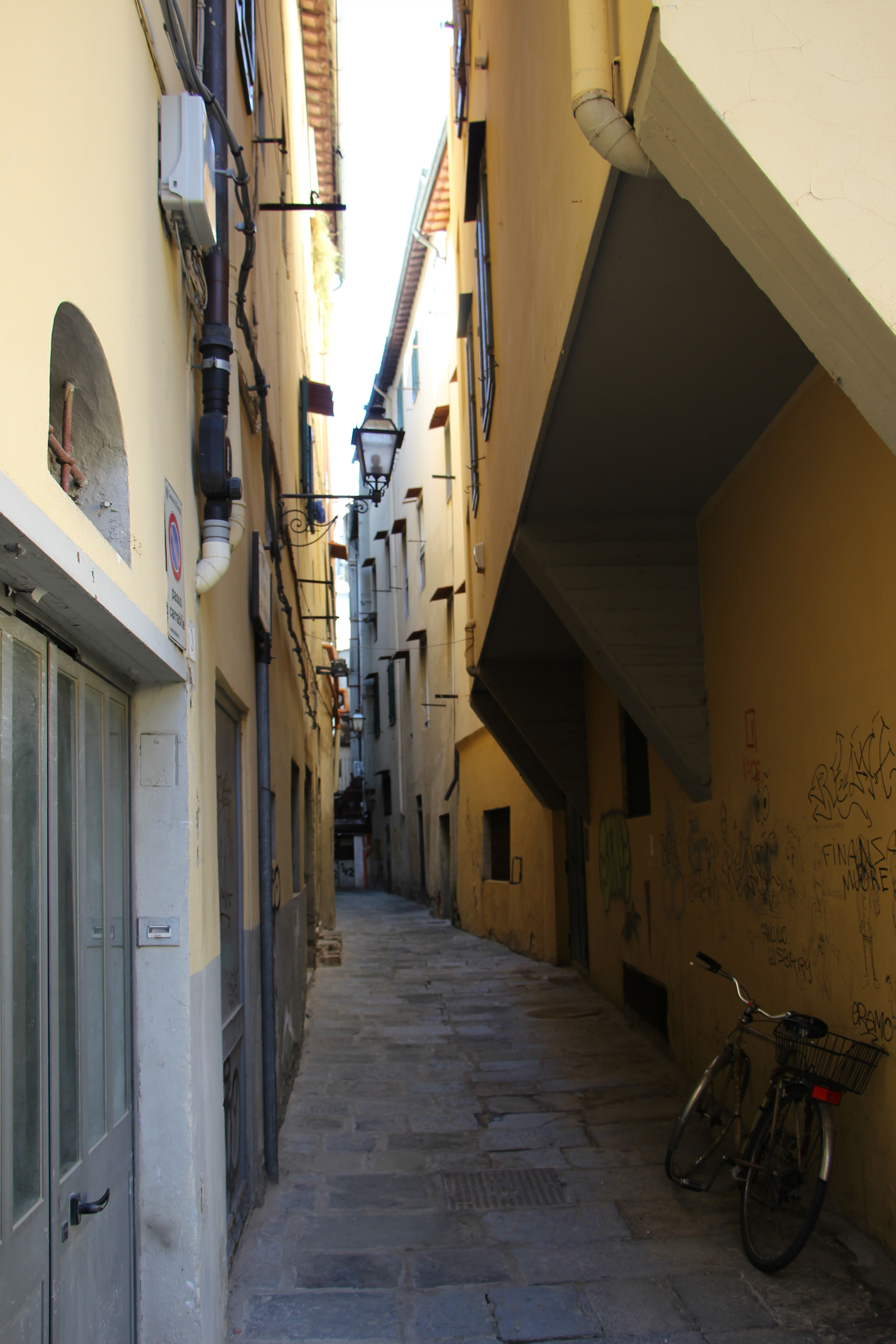
Il vicolo di San Remigio